# Eduard Claudius

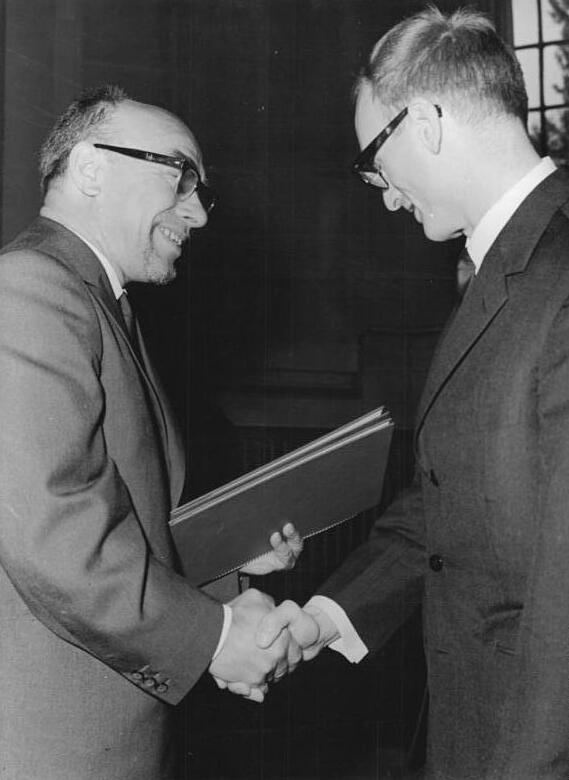
Eduard Claudius (links) und Hermann Kant, 1967

Eduard Claudius (Pseudonym: Edy Brendt; * 29. Juli 1911 als Eduard Schmidt in Buer; † 13. Dezember 1976 in Potsdam) war ein deutscher Schriftsteller und Diplomat.

## Leben
Eduard Claudius war der Sohn eines Bauarbeiters. Von 1925 bis 1927 absolvierte er eine Lehre als Maurer und arbeitete anschließend in diesem Beruf. Ab 1927 engagierte er sich in der Gewerkschaftsarbeit. Er war Gewerkschaftskassierer und Arbeiterkorrespondent der KPD-Zeitung Ruhr-Echo. Von 1929 bis 1932 gelangte er auf Wanderschaft nach Österreich, in die Schweiz, nach Italien, Frankreich und Spanien. 1932 wurde er Mitglied der KPD. Nach der nationalsozialistischen Machtergreifung wurde er 1933 verhaftet; 1934 emigrierte er in die Schweiz, wo er im antifaschistischen Widerstand aktiv war. In der Schweiz hatte er Kontakt mit Hans Marchwitza, der seine literarischen Versuche gefördert hat. 1936 wurde er von den Schweizer Behörden verhaftet; der drohenden Auslieferung an das Deutsche Reich entging er durch die Flucht nach Spanien.
Claudius nahm als Mitglied der Internationalen Brigaden auf republikanischer Seite als einer der ersten am Spanischen Bürgerkrieg teil; nach einer Verwundung wirkte er als Kultur- und Kriegskommissar. Gegen Ende des Bürgerkriegs wurde er 1938 in Frankreich interniert; von dort gelang ihm 1939 die Flucht in die Schweiz, wo er sich zeitweise in der psychiatrischen Anstalt Sanatorium Kilchberg verbarg. Da er sich illegal im Lande aufhielt, wurde er erneut verhaftet und musste die Jahre von 1939 bis 1945 als Internierter in verschiedenen Schweizer Arbeitslagern verbringen. Hier begann er seinen Roman Grüne Oliven und nackte Berge, der in Spanien spielt. Die erneut drohende Abschiebung ins Deutsche Reich wurde durch Interventionen der Autoren Hermann Hesse und Albert Ehrenstein verhindert. Anfang 1945 schloss sich Claudius der italienischen Partisanenbrigade „Garibaldi“ an.
Im Juli 1945 kehrte er nach Deutschland zurück. Von 1945 bis 1947 war er Pressechef des bayerischen Ministeriums für Entnazifizierung. In München schrieb er Stücke für die „Kleine Komödie“; publizistisch setzte er sich auch mit der NS-Zeit auseinander. Anschließend kehrte er für kurze Zeit ins Ruhrgebiet zurück. Hier schrieb er Texte über die Situation des Bergbaus und die Lage Deutschlands nach dem Krieg – u. a. für die Neue Presse, die Coburger Nachrichten, für Radio Luxemburg und für die Süddeutsche Zeitung.
Im Jahr 1947 nahm er am ersten deutschen Schriftstellerkongress in Berlin teil. 1948 übersiedelte er in die Sowjetische Besatzungszone und ließ sich in Potsdam nieder. Er wurde Lektor für Widerstandsliteratur beim Verlag Volk und Welt.
In der DDR wirkte Claudius bis 1956 als freier Schriftsteller. Ab 1956 war er Angehöriger des Diplomatischen Dienstes der DDR. Von 1956 bis 1959 hatte er die Funktion eines Generalkonsuls in Syrien inne, und von 1959 bis 1961 war er Botschafter der DDR in Nordvietnam.
Claudius’ literarisches Werk besteht aus Romanen, Erzählungen, Reportagen, Memoiren, Reiseberichten und Dramen. Bekannt wurde er durch den autobiografisch geprägten Roman über den Spanischen Bürgerkrieg: Grüne Oliven und nackte Berge. Sein Roman Menschen an unserer Seite, der von einem sozialistischen Aktivisten handelt, wurde bei seinem Erscheinen 1951 von der Literaturkritik der DDR als Musterbeispiel für ein Werk des staatlicherseits geforderten sozialistischen Realismus gelobt.
Claudius war Mitglied des Schriftstellerverbandes der DDR und von 1955 bis 1957 dessen Erster Sekretär. Seit 1965 gehörte er der Deutschen Akademie der Künste in Ost-Berlin an, von 1967 bis 1969 als ihr Vizepräsident. Von 1963 bis 1967 war er Mitglied des Bezirkstages für den Bezirk Potsdam. Er erhielt u. a. folgende Auszeichnungen: 1951 einen Nationalpreis 3. Klasse, 1954 den Theodor-Fontane-Preis des Bezirks Potsdam, 1955 den Literaturpreis des FDGB und am 6. Mai 1955 den Vaterländischen Verdienstorden in Silber sowie 1976 den Vaterländischen Verdienstorden in Gold.

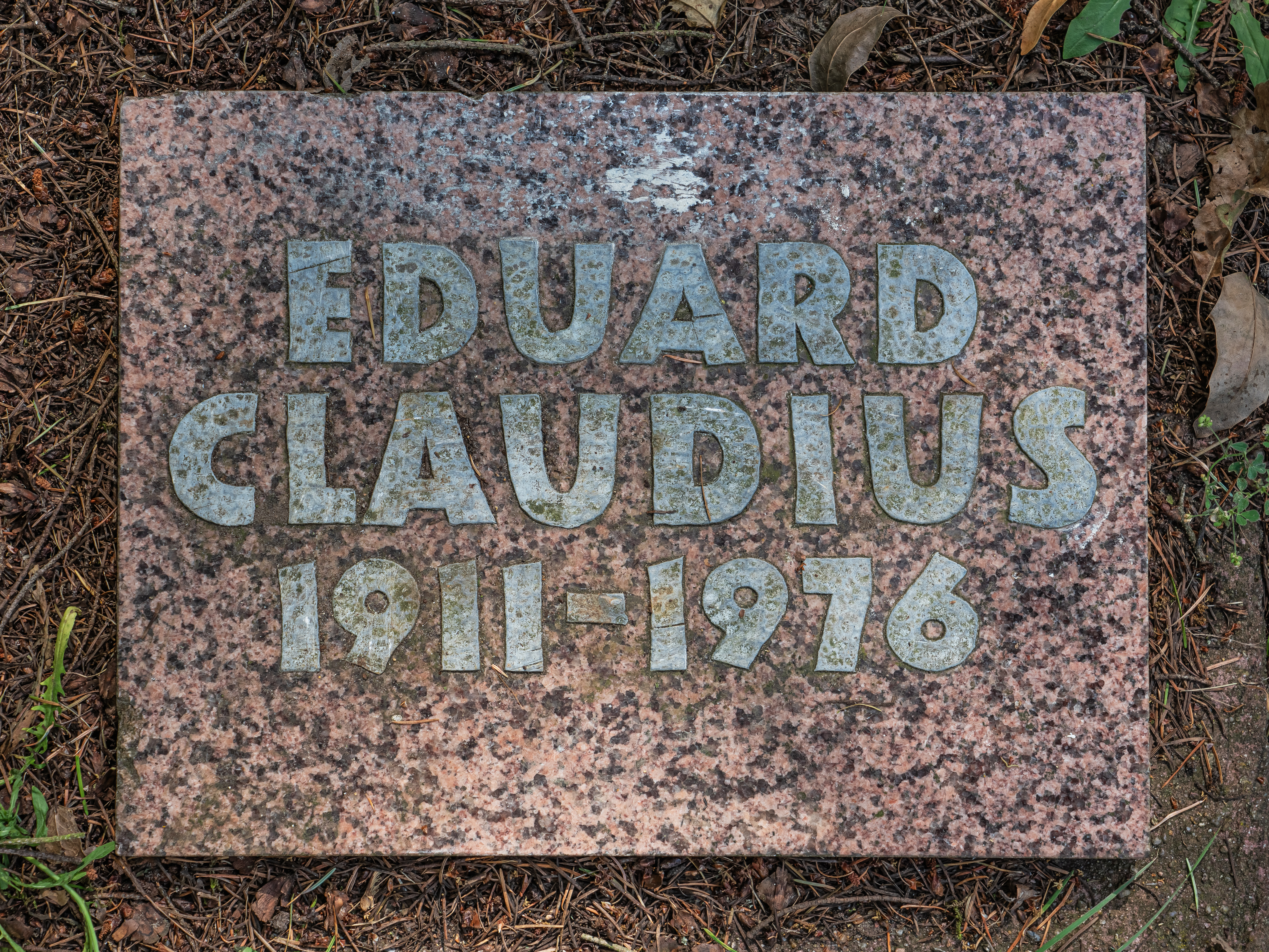
Eduard Claudius’ Grabstein, Neuer Friedhof (Potsdam)

Am 13. Dezember 1976 starb er in Potsdam nach der Rückkehr von einer Reise.

## Schriften
- Jugend im Umbruch, Basel 1936 (unter dem Namen Edy Brendt)
- Grüne Oliven und nackte Berge, Zürich 1945
- Haß, Berlin 1947
- Gewitter, Potsdam 1948
- Notizen nebenbei, Berlin 1948
- Salz der Erde, Berlin 1948
- Vom schweren Anfang, Berlin 1950 (als Hörspiel 1969)
- Zu Anbeginn, Berlin 1950
- Erzählungen, Berlin 1951
- Menschen an unserer Seite, Berlin 1951
- Früchte der harten Zeit, Berlin 1953
- Seemannsgarn neu gesponnen, Berlin 1954
- Paradies ohne Seligkeit, Berlin 1955
- Von der Liebe soll man nicht nur sprechen, Berlin 1957
- Als die Fische die Sterne schluckten, Berlin 1961
- Die Nacht des Käuzchens und andere Erzählungen, Berlin 1961
- Das Mädchen Sanfte Wolke, Berlin 1962
- Aus den nahen und den fernen Städten, Berlin 1964
- Wintermärchen auf Rügen, Halle (Saale) 1965
- Geheimnis der Tapferen, Berlin 1967
- Der Sergeant und der Prinz, Berlin 1967
- Ruhelose Jahre, Halle (Saale) 1968
- Mit Netz und Winsch auf hoher See, Halle (Saale) 1973
- Hochzeit in den Alawitenbergen, Halle/Saale 1975
- Syrien, Halle/Saale 1975
- Die Heimat ist weit, Berlin 1976
- Geschichte einer Liebe, Halle [u. a.] 1982